# Cabrejas del Pinar
Cabrejas del Pinar és un municipi espanyol ubicat a la província de Sòria, dins la comunitat autònoma de Castella i Lleó. Pertany a la comarca de Pinares.

## Demografia
| 1991 | 1996 | 2001 | 2004 |
| ---- | ---- | ---- | ---- |
| 508  | 495  | 462  | 485  |